# Staromiejskie ulice w Olsztynie
Lista staromiejskich ulic Olsztyna – spis zabytkowych ulic Starego Miasta w Olsztynie.
Dawne nazwy ulic do roku 1945 są w języku niemieckim.

## Aleja Châteauroux
Nazwa pochodzi od nazwy miasta partnerskiego miasta Olsztyna. Nazwę alejki ustanowiono w styczniu 2002 roku. Alejka znajduje się na południu Starego Miasta. Aleja łączy ulicę Prostą z Parkiem Zamkowym.
12 czerwca 2007 roku odsłonięto obelisk upamiętniający 200. rocznicę pobytu Napoleona, przy alei która prowadzi w kierunku Gutkowa. Pomnik znajduje się nieopodal ulicy Grunwaldzkiej i Mostu św. Jana.
Châteauroux znajduje się we Francji.

## Aleja Gelsenkirchen
Nazwa pochodzi od nazwy miasta partnerskiego miasta Olsztyna. Alejka znajduje się na południu Starego Miasta. Aleja łączy ulice Prostą tuż przy Moście św. Jana i prowadzi przez park aż do ulicy Szrajbera nieopodal Mostu św. Jakuba.
Gelsenkirchen znajduje się w Niemczech.

## Ulica Adama Asnyka
Dawniej do roku 1945 nazwa ulicy brzmiała Bank-Straße (ul. Bankowa). Ulica znajduje się na wschodzie Starego Miasta. Ulica łączy ulicę Piastowską z ulicą Prostą na południowym Starym Mieście.
Nazwę ulicy zawdzięcza Adamowi Asnykowi, poecie polskiemu.

## Ulica Świętej Barbary
Dawniej do roku 1945 Oberkirchen-Straße (ulica Nadkościelna). Ulica znajduje się na wschodzie Starego Miasta. Pozwala dotrzeć spod Kościoła Św. Jakuba na rynek Starego Miasta, w środku którego mieści się Stary Ratusz. Dwie dwukondygnacyjne kamieniczki stojące przy ulicy Św. Barbary, odzwierciedlają wygląd domów mieszczańskich z przełomu XVIII i XIX wieku. Przy ulicy mieszkał Erich Mendelsohn, architekt niemiecki który również urodził się w Olsztynie.
Nazwę ulica zawdzięcza Świętej Barbarze.

## Ulica Bolesława Chrobrego
Do roku 1945 nazwa ulicy brzmiała Mauer-Straße (ulica Murowa). Ulica znajduje się na południu Starego Miasta. Ulica głównie łączy ulicę Staszica (nieopodal Bazyliki mniejszej św. Jakuba) z ulicą Piastowską.

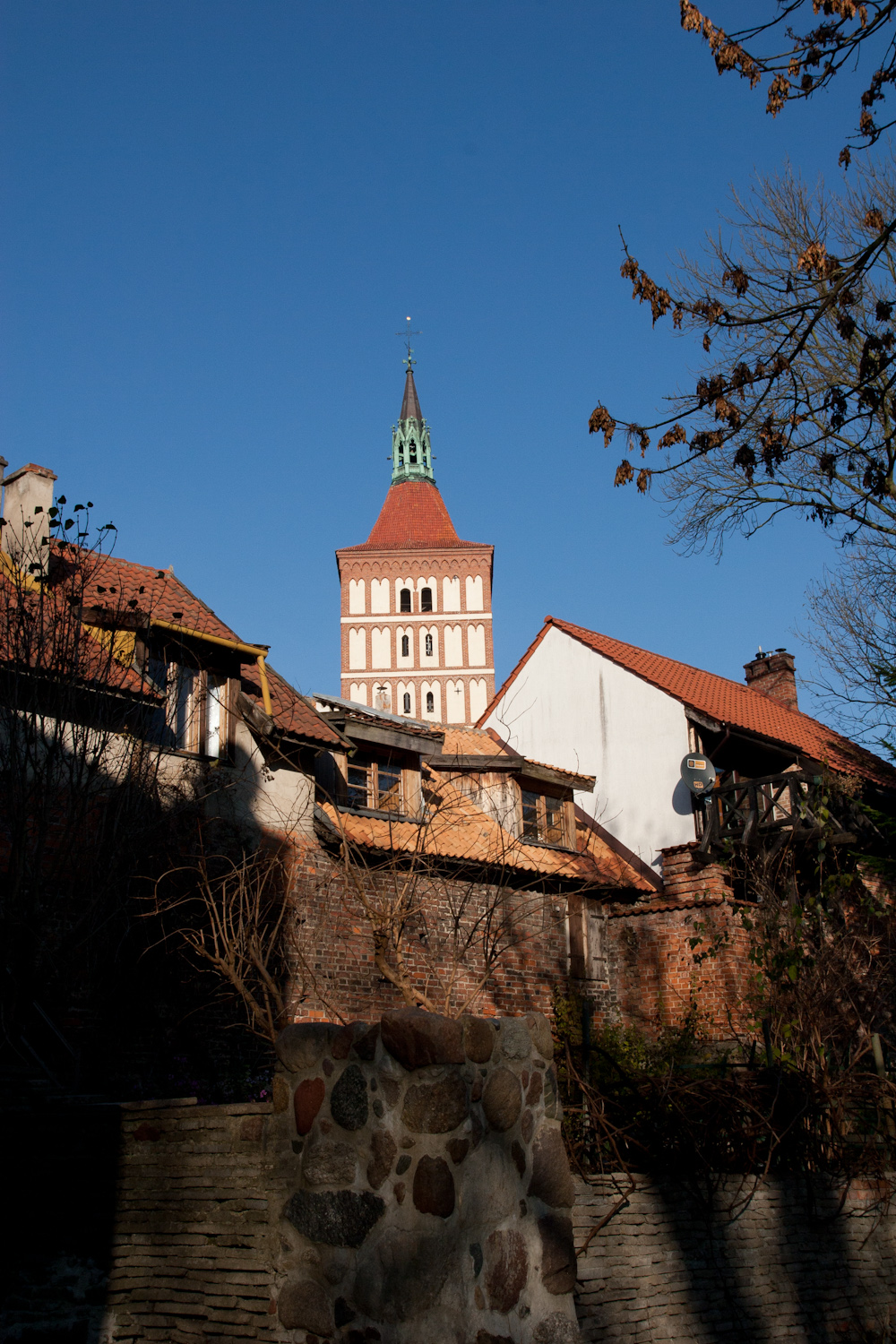
Budynki przy ul. Chrobrego, w tle Katedra

Nazwę ulicy zawdzięcza Bolesławowi Chrobremu, królowi polskiemu.

## Ulica Jana Długosza
Przed rokiem 1945, nazwa ulicy brzmiała Hinterkirchen-Straße (ulica Zakościelna), z powodu lokalizacji ulicy za Bazyliką mniejszą św. Jakuba. Ulica znajduje się na wschodzie Starego Miasta. Ulica łączy ulicę Staszica z ulicą Lelewela.
Nazwę ulicy zawdzięcza Janowi Długoszemu, historykowi polskiemu.

## Ulica Gazety Olsztyńskiej (rok założenia 1886)

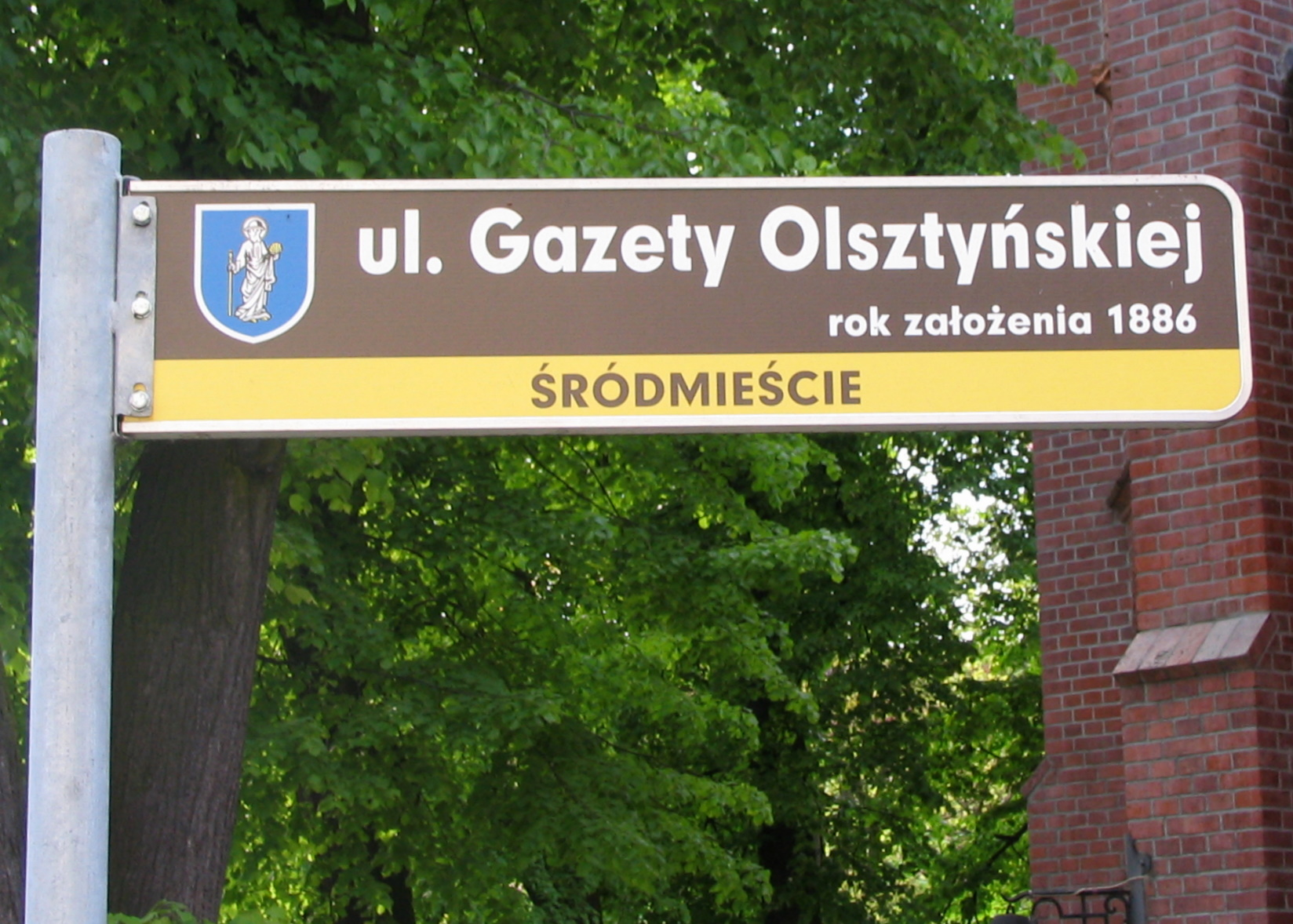
Tablica z nazwą ulicy

Do roku 1945 nazwa ulicy brzmiała Topfer-Straße (ulica Garncarska). Po roku 1945, nazwa przez krótki okres brzmiała jak przed rokiem 1945, czyli ulica Garncarska. Dopiero 14 września 2006 roku, ze związku z okazji 120-lecia wydania pierwszego numery Gazety Olsztyńskiej nazwę ulicy Gazety Olsztyńskiej. Ulica znajduje się na północy Starego Miasta. Ulica biegnie od północy Targu Rybnego do ulicy Zamkowej, kończąc tuż przy kościele ewangelicko-augsburskiego.

## Ulica Górna

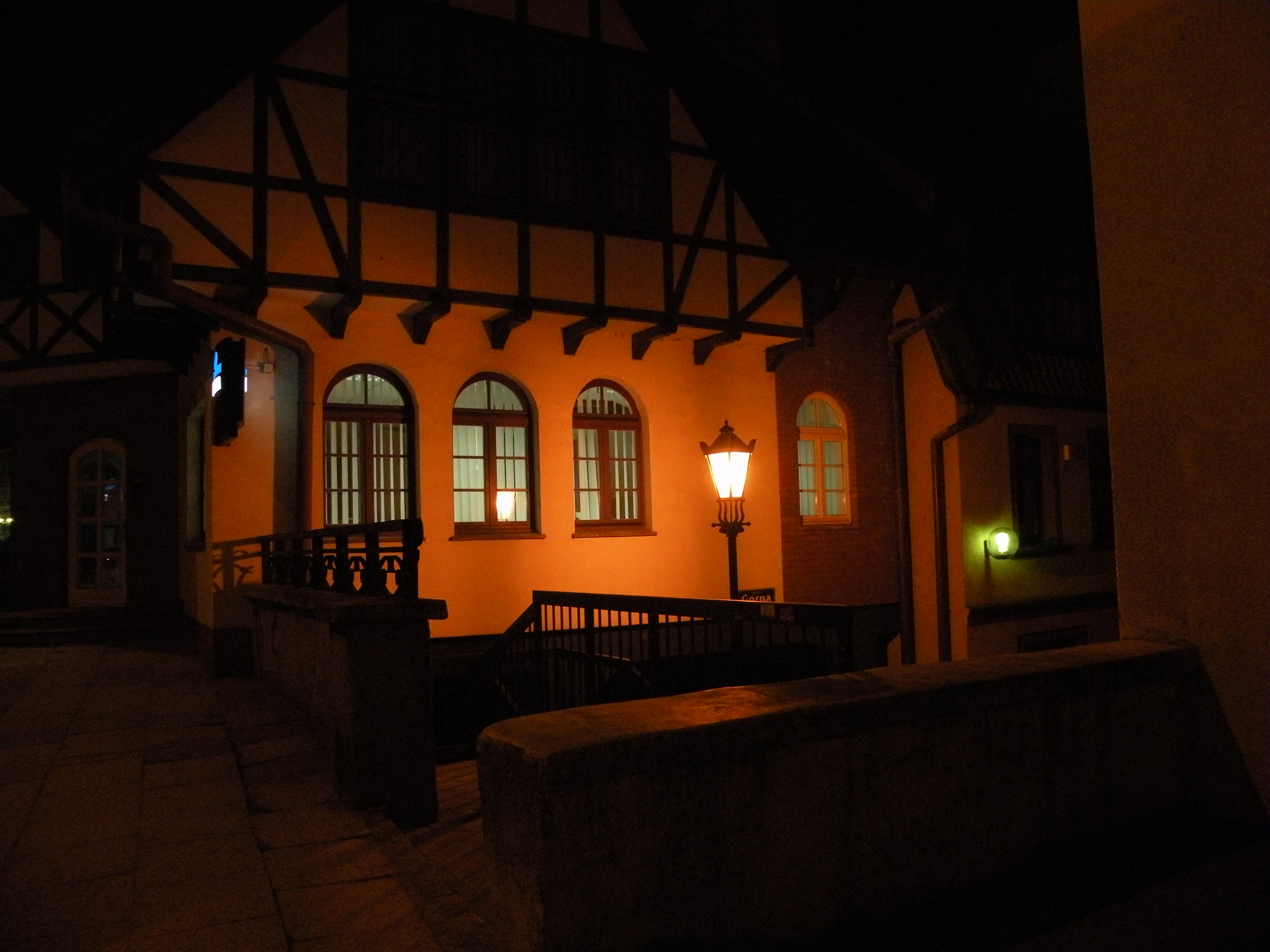
Budynek Warty, ul. Górna nocą

Do roku 1945, nazwa ulicy była ta sama co dziś, Berg-Straße (ulica Górna). Ulica znajduje się na południu Starego Miasta. Ulica jest ślepa i odchodzi od ulicy Prostej, jest zamknięta dla ruchu. Z ulicy Prostej są schody. Przy ulicy Górnej znajdują się odrestaurowane stylowe kamienice. Ulica Górna położona jest niżej od sąsiadującej z nią Prostej i mostu Jana. Jej nazwa nie odzwierciedla więc położenia i jest trochę przekorna.

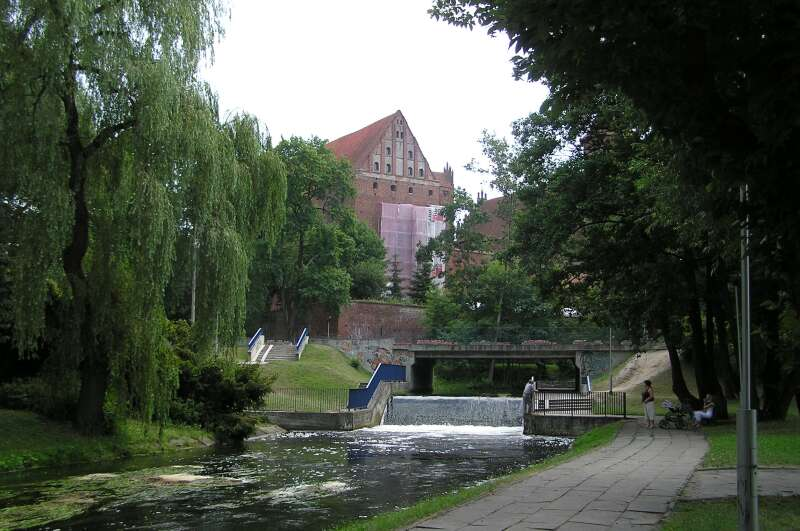
Wodospad nieopodal ul. Nowowiejskiego w Parku Zamkowym i Most Młyński

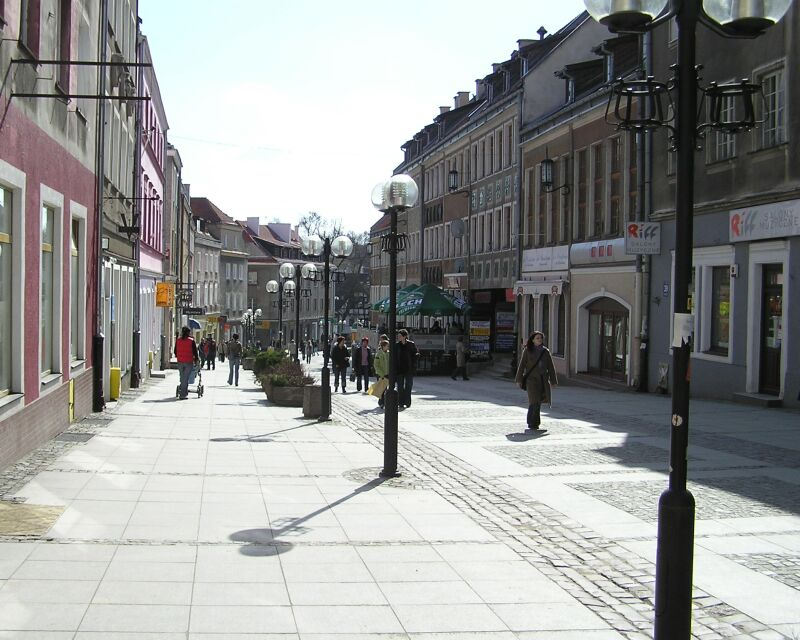
ul. Prosta

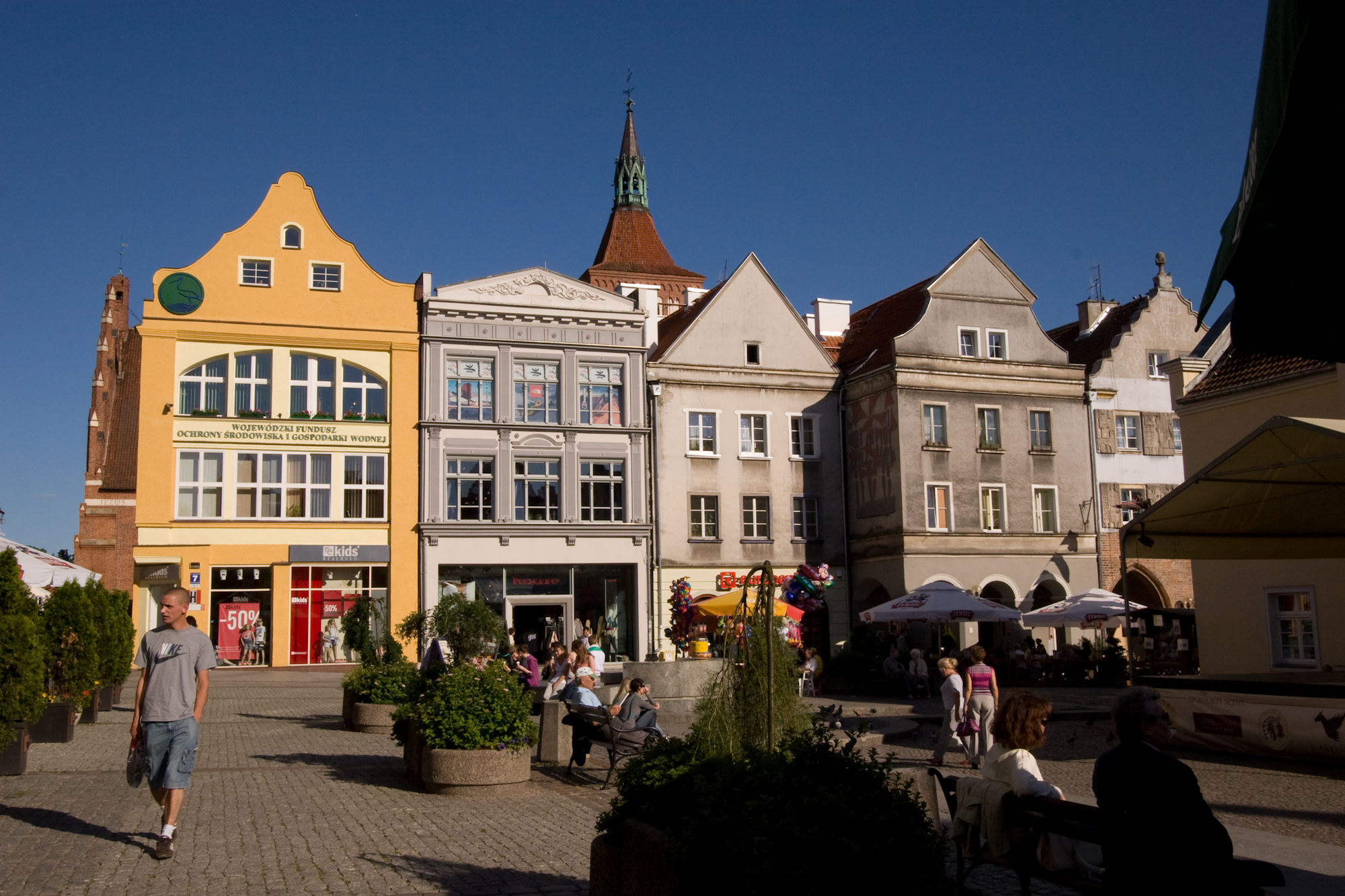
Rynek Starego Miasta w Olsztynie

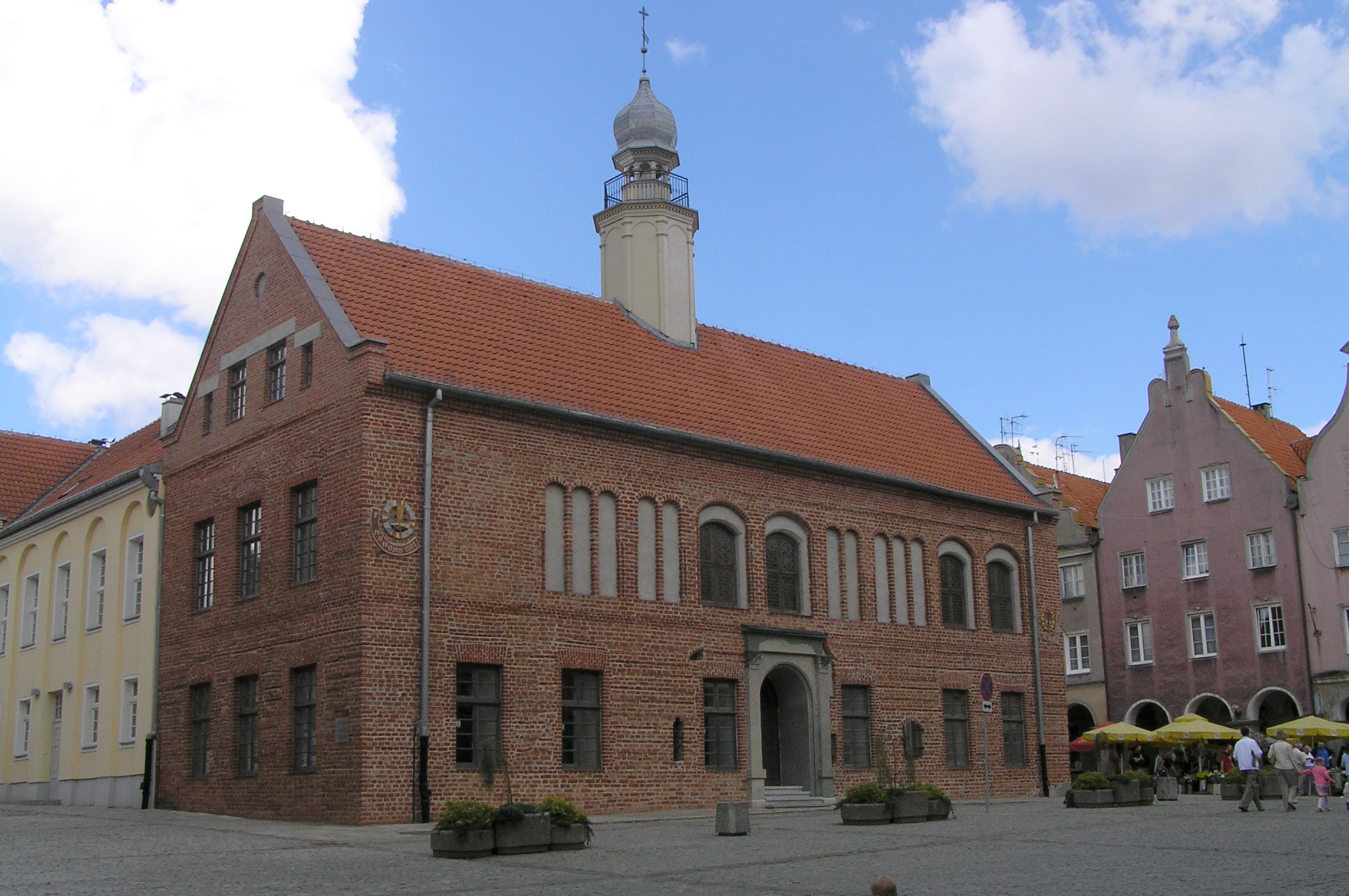
Stary Ratusz przy Rynku Starego Miasta (ul. Stare Miasto)

## Ulica Jana z Łajs
Przed rokiem 1945, nazwa ulicy brzmiała Schieferberg (tłumaczono na Górę Łupkową), z powodu podwyższającego stopu ulicy w kierunku Rynku Starego Miasta. Ulica znajduje się w ścisłym centrum Starego Miasta. Ulica łącząca Rynek Starego Miasta, przy ulicy Kołłątaja i kinie „Awangarda”, z ulicą Okopową. Prawdopodobnie najkrótsza ulica w Olsztynie.
Nazwę ulicy zawdzięcza Janowi z Łajsa, założycielowi Ołsztyna.

## Ulica Hugo Kołłątaja
Do roku 1945, Krumm-Straße (ulica Krzywa). Ulica znajduje się na zachodzie Starego Miasta. Odbiega od południowo-zachodniego rogu Rynku Starego Miasta równolegle do Prostej, a następnie skręca w kierunku Mostu Św. Jana, gdzie łączy się z Prostą.
Przy ulicy Kołłątaja (po stronie zachodniej) znajduje się szereg dobrze zachowanych zabytkowych kamieniczek pochodzących prawdopodobnie jeszcze z XVIII wieku. Pod numerem 16 (róg ulicy Okopowej) znajdowała się synagoga, którą zbudowano w roku 1835, która przez pewien czas była domem mieszkalnym i którą rozebrano w roku 1992, a następnie odbudowano zachowując stylistykę. Przy wschodniej strony ulicy umiejscowiony jest Zaułek "Stawki większej niż życie" i tablica upamiętniająca nagrywanie niektórych odcinków tego serialu odsłonięta w 2003 roku.
Przy ulicy Kołłątaja znajdują się cukiernie, lodziarnie, kawiarnie, restauracje i sklepy. Część ulicy (od Rynku po skrzyżowania z Okopową) jest zamknięta dla ruchu kołowego i zastawiona licznymi ogródkami kawiarnianymi.
Nazwę ulicy zawdzięcza Hugonowi Kołłątajowi, politykowi i publicyście oświeceniowemu, jednemu z twórców Konstytucji 3 Maja.

## Ulica Marii Konopnickiej
Do roku 1933, ulica Konopnickiej i Nowowiejskiego brzmiała Jager-Straße (ulica Myśliwska), a po roku 1933 do roku 1945, nazwa zmieniła się na Luther-Straße (ulica Lutra). Ulica znajduje się na zachodzie Starego Miasta. Ulica jest przydłużeniem ulicy Nowowiejskiego zaczynająca się przy Parku Zamkowego i prowadzi do ulicy Grunwaldzkiej. Przy ulicy Konopnickiej znajduje się Dworzec Zachodni PKP.
Nazwę ulicy zawdzięcza Marii Konopnickiej, poetce polskiej.

## Ulica Marcina Kromera
Do roku 1945, ulica nosiła nazwę Kasernen-Straße (ulica Koszarowa). Ulica znajduje się na zachodzie Starego Miasta. Ulica łączy ulicę Grunwaldzką ze skrzyżowaniem ulic Konopnickiej, Nowowiejskiego i Żarskiej. Przy ulicy Kromera znajduje się kościół garnizonowy pw. Matki Boskiej Królowej Polski, dawny kościół ewangelicki. Został konsekrowany 18 grudnia 1945 r.
Nazwę ulicy zawdzięcza Marcinowi Kromerowi, biskupowi warmińskiemu.

## Joachima Lelewela
Do roku 1945, nazwa ulicy brzmiała Carl-Straße lub Karl-Straße (ulica Karola). Ulica znajduje się na wschodzie Starego Miasta. Ulica łączy ulicę Staromiejską i Targ Rybny i kończy przy placu Jedności Słowiańskiej, gdzie jest ulicą ślepą.
Nazwę ulicy zawdzięcza Joachimowi Lelewelowi, polskiemu historykowi i działaczowi politycznemu.

## Mieszka I
Do roku 1945, nazwa ulicy brzmiała Krause-Straße (ulica Krausego). Ulica znajduje się na południu Starego Miasta. Ulica bardzo krótka, łącząca ulicę Prostą, nieopodal Wojewódzkiego Domu Rzemiosła, z ulicą Piastowską, przy placyku z ulicą Chrobrego.
Nazwę ulicy zawdzięcza Mieszku I, pierwszemu historycznemu władcy Polan.

## Ulica Feliksa Nowowiejskiego
Do roku 1945, nazwa ulica brzmiała Jager-Straße (ulica Myśliwska), podobnie jak dawniej ulica Konopnickiej. Ulica znajduje się na północy Starego Miasta. Ulica łączy ulicę 11 Listopada, ulicę Skłodowskiej i plac Jedności Słowiańskiej, z ulicami Kromera i Konopnickiej (przedłużenie ulicy Nowowiejskiego). Ulica prowadzi przez Park Zamkowy, na tle zamku. W ciągu ulicy znajduje się Most Młyński nad rzeką Łyną i przez ulicę przecina Czarny szlak im. Alojzego Śliwy i Szlak Kopernikowski.
Nazwę ulicy zawdzięcza Feliksowi Nowowiejskiemu, polskiemu kompozytorowi urodzonego w Barczewie.

## Ulica Okopowa
Ulica nosiła tę samą nazwę co przed 1945 rokiem, Schanzen-Straße, czyli ulica Okopowa. Ulica znajduje się na zachodzie Starego Miasta. Ulica znajdująca się w pobliżu olsztyńskiego amfiteatru, popularnie zwanego przez mieszkańców miasta fosą, łącząca ulicę Zamkową, tuż przy zamku z ulicą Kołłątaja. Przy ulicy Okopowej znajduje się Polsko-Niemieckie Centrum Młodzieży, Stowarzyszenie Społeczno-Kulturalne „Pojezierze” oraz Przedszkole Miejskie nr 4.

## Ulica Piastowska
Do roku 1945, nazwa ulicy brzmiała Linien-Straße (ulica Linii). Ulica znajduje się na południu Starego Miasta. Ulica jest równoległa i łączy ulicę Asnyka nieopodal ulicy Prostej, i prowadzi wzdłuż zapleczy kamienic ulicy Prostej, Rynka Starego Miasta oraz ulicy Staromiejskiej, aż dociera do placu przy Wysokiej Bramy, zwanej także Bramą Górną.
Nazwę ulicy zawdzięcza Piastom, pierwszej historycznej dynastii panującej w Polsce.

## Ulica Podwale
Do roku 1945, nazwa ulicy brzmiała Hinterschanzen-Straße (ulica Zaokopowa), ponieważ jest równoległa do ulicy Okopowej. Ulica znajduje się na zachodzie Starego Miasta. Ulica łączy ulicę Jana z Łajs (vis-à-vis Kina „Awangarda”) z ulicą Okopową nieopodal Stowarzyszenia Społeczno-Kulturalnego „Pojezierze”.

## Ulica Prosta
Do roku 1945, nazwa ulicy brzmiała Richt-Straße (ulica Prosta). Ulica znajduje się na południu Starego Miasta. W 1806 roku zawaliła się Brama Dolna, otwierająca wjazd do miasta od strony Dolnego Przedmieścia (okolice ulic Grunwaldzkiej, Mochnackiego i Mostu św. Jana). Po II wojnie światowej, nazwę przemianowano na ulicę Marchlewskiego. W pierwszych latach 90. XX wieku, nazwę zmieniono na ulicę Prostą, czyli na pierwotną nazwę, która była przed rokiem 1945. Ulica łączy skrzyżowanie ulic Mochnackiego, Grunwaldzkiej i alei Warszawskiej (część ślepa) z południowo-wschodnią częścią Rynku Starego Miasta. W ciągu ulicy znajduje się Most św. Jana, pomnik św. Jana Nepomucena oraz Wojewódzki Dom Rzemiosła, Gobelin i Cepelia.

## Ulica Marii Rodziewiczówny
Do roku 1945, nazwa ulicy brzmiała Speicher-Straße (ulica Składowa). Ulica znajduje się na południu Starego Miasta. Ulica krótka, równoległa do ulicy Staszica łączy ulicę Chrobrego z ulicą Piastowską. Przy ulicy znajduje się Miejski Ośrodek Kultury.
Nazwę ulicy zawdzięcza Marii Rodziewiczównie, polskiej pisarce.

## Rynek Starego Miasta – ulica Stare Miasto
Główny plac olsztyńskiego Starego Miasta. Rynek znajduje się w ścisłym środku Starego Miasta. Do roku 1945, nazwa placu była Markt, czyli Rynek. Historia Rynku sięga XIV wieku. Po II wojnie światowej nadano nazwę placu „ulica Stare Miasto”, które zostało jako oficjalna nazwa tzw. placu, ale potocznie jest znany jako Rynek lub Rynek Starego Miasta. Przy Rynku Starego Miasta znajduje się Stary Ratusz, siedziba Wojewódzkiej Biblioteki Publicznej.

## Ulica Staromiejska

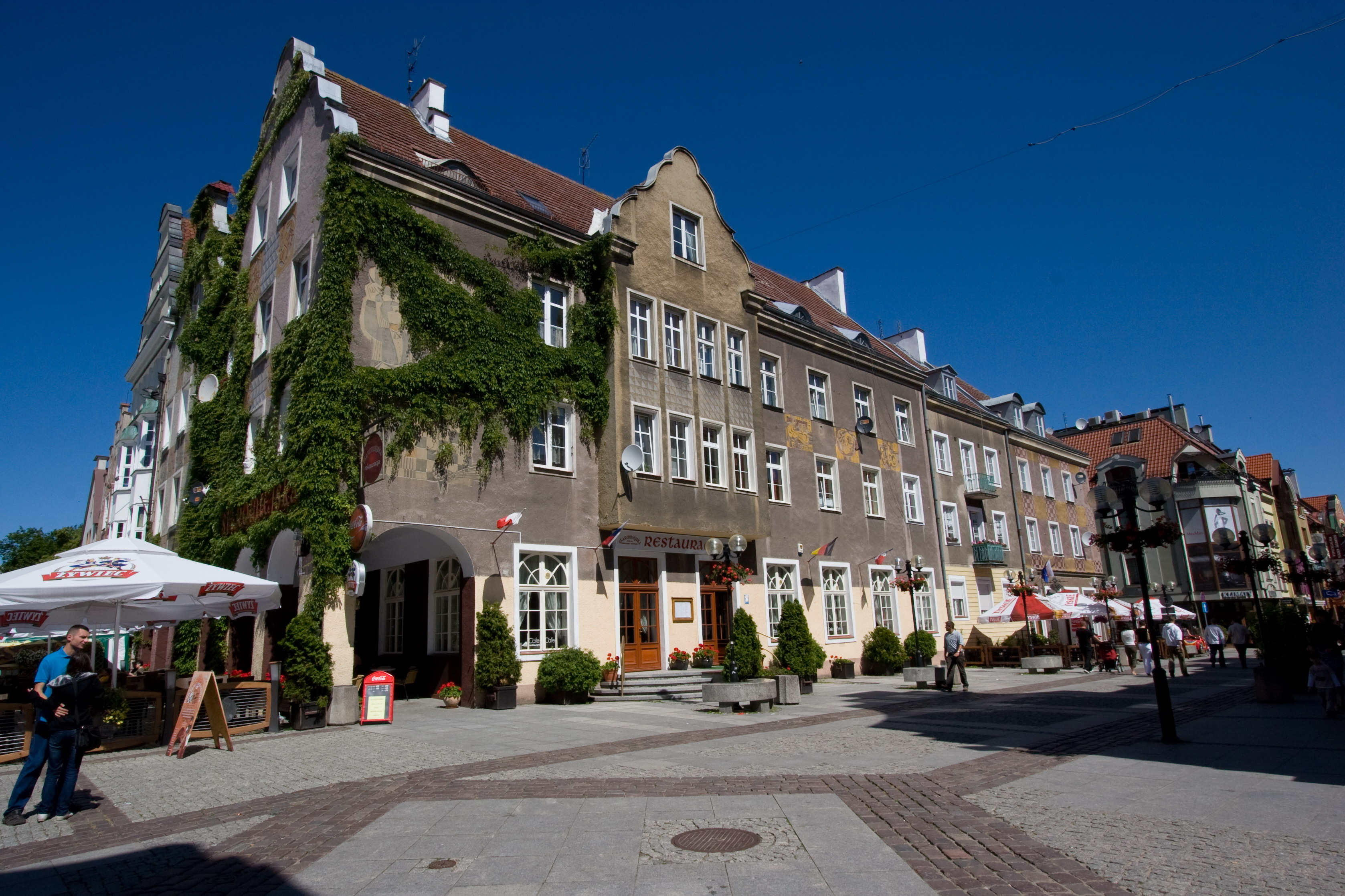
ul. Staromiejska

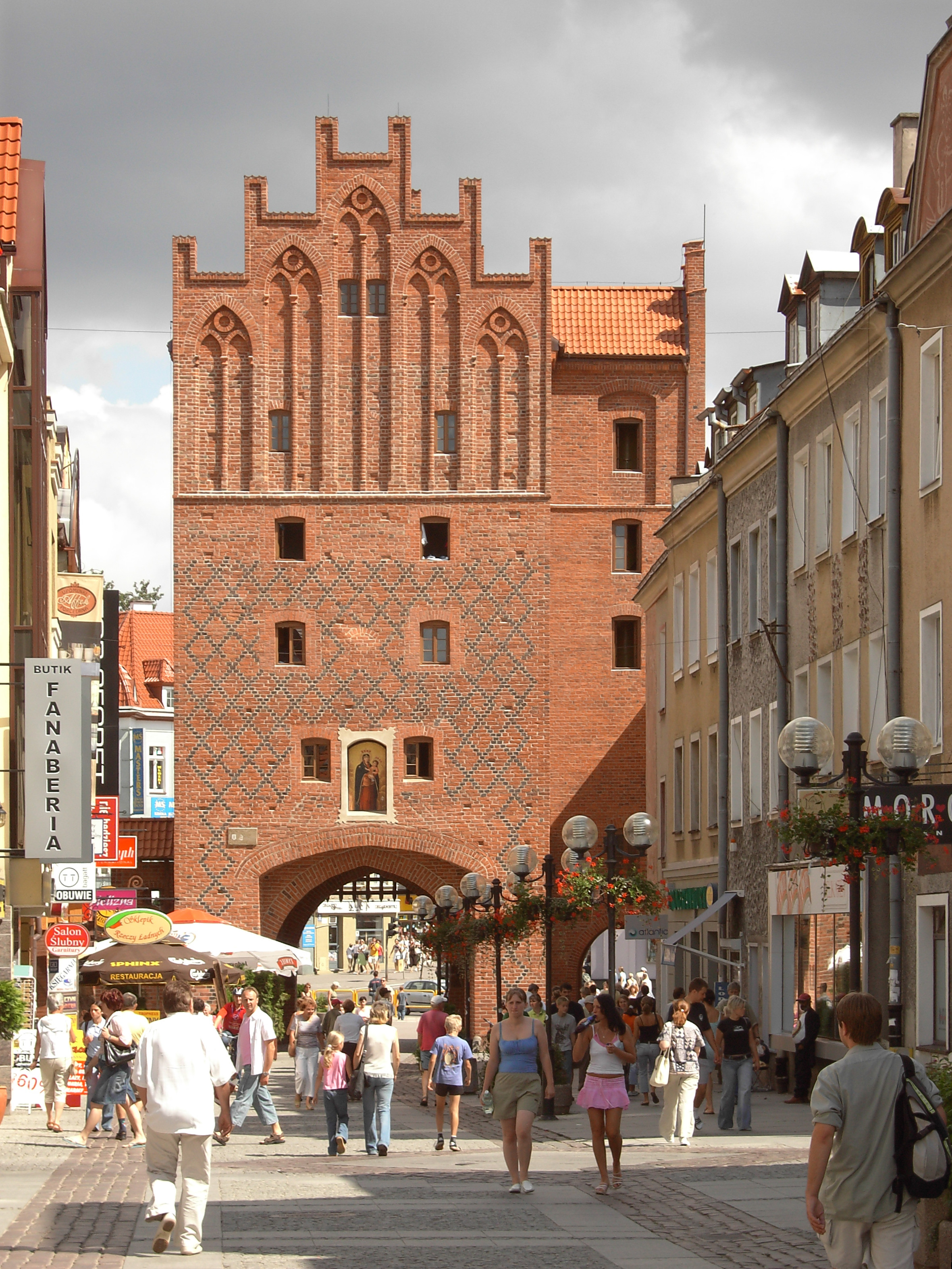
Wysoka Brama (widok od ul. Staromiejskiej)

Jedna z głównych ulic Starego Miasta. Ulica znajduje się na północy Starego Miasta. Do roku 1945, ulica nosiła nazwę Ober-Straße (ulica Górna). Rozciąga się od Wysokiej Bramy po północno-wschodnią część Rynku Starego Miasta. Wzdłuż niej liczne kamienice, w części odnowione i zrekonstruowane, a także restauracje oraz ekskluzywne sklepy. W domu przy ulicy Staromiejskiej 8 znajdował się Dom Pamiątkowy, gdzie urodził się Erich Mendelsohn. Od strony ulicy znajduje się frontowa ściana Starego Ratusza, obecnie siedziby Wojewódzkiej Biblioteki Publicznej.

## Ulica Stanisława Staszica

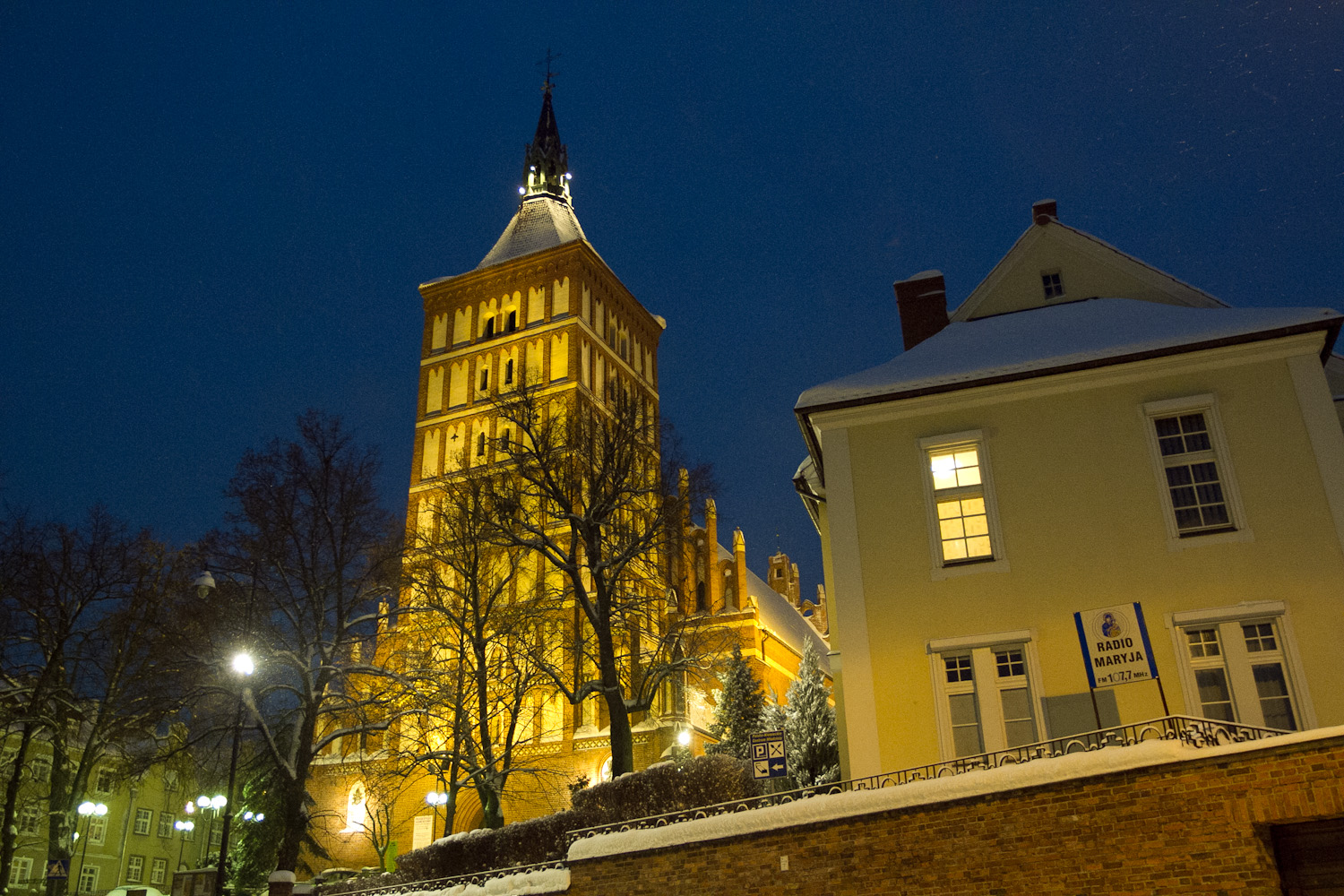
widok z ul. Staszica na Katedrę oraz Pałac Archiprezbitera

Do roku 1945, nazwa ulicy brzmiała Unterkirchen-Straße (ulica Podkościelna), z powodu lokalizacji ulicy pod Bazyliką Konkatedralną św. Jakuba. Ulica znajduje się na wschodzie Starego Miasta. Jest jedną z kilku dróg łączących Stare Miasto z pozostałą częścią Olsztyna. Znajduje się pomiędzy południowo-wschodnią częścią Rynku Starego Miasta a ulicą Pieniężnego. Od strony ulicy znajduje się fasada Bazyliki Konkatedralnej św. Jakuba.
Nazwę ulicy zawdzięcza Stanisławowi Staszicowi, polskiemu działaczowi oświecenia.

## Targ Rybny

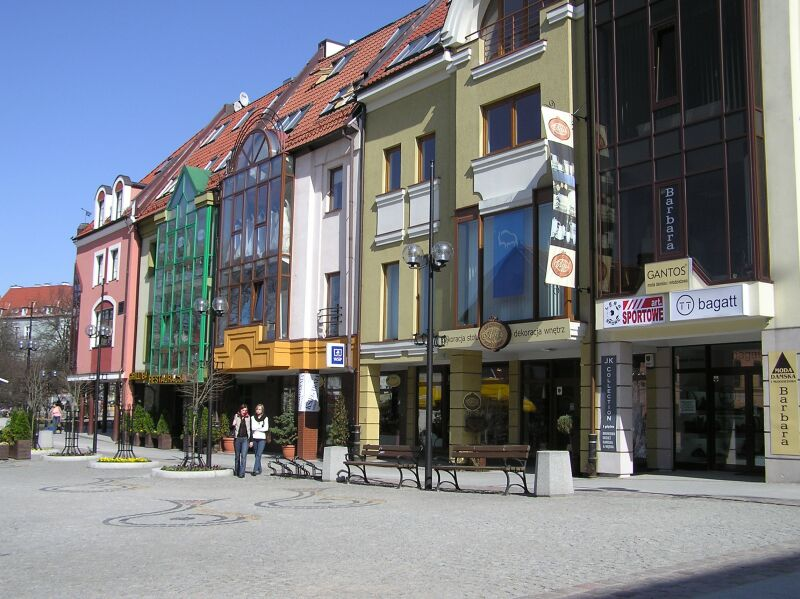
Kamienice przy Targu Rybnym

Dawny plac gen. Świerczewskiego. Zabytkowy plac w północnej części olsztyńskiego Starego Miasta. Plac znajduje się na północy Starego Miasta. Za czasów Prus Wschodnich do 1892 roku, Schweine-Markt (Targ/Rynek Świński), a w okresie od 1892 roku do roku 1945, nazwa brzmiała Fisch-Markt (Targ/Rynek Rybny). Do dawnej nazwy Targ Rybny powrócono w 1990 roku. Nazwa pochodzi od odbywającego się tu dawniej handlu ryb. Przy Targu Rybnym mieści się m.in. Dom Gazety Olsztyńskiej.

## Ulica Leona Włodarczaka
Ulica łączy ulicę św. Barbary z ulicą Lelewela nieopodal placu Jedności Słowiańskiej. Ulica znajduje się na wschodzie Starego Miasta. Wejście do Bazyliki Konkatedralnej św. Jakuba znajduje się przy wjeździe do ulicy św. Barbary.

## Ulica Zamkowa

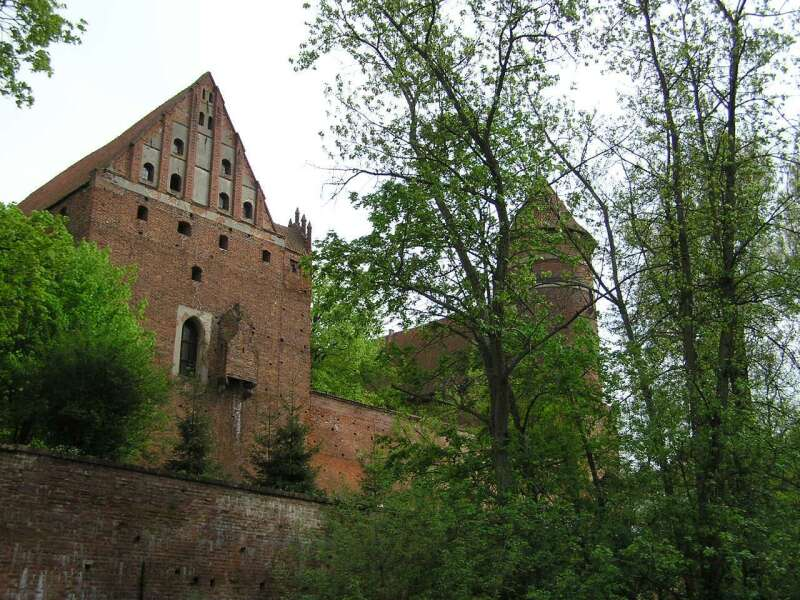
Zamek Kapituły Warmińskiej

Przed rokiem 1945, ulica nosiła tę samą nazwę, Schloß-Straße, czyli ulica Zamkowa. Ulica znajduje się na zachodzie Starego Miasta. Ulica odchodzi od północno-zachodniej części Rynku Starego Miasta. Ulica pozwalająca dotrzeć z centralnej części Starego Miasta do zamku. Biegnie ona ku ulicy Nowowiejskiego przez Park Zamkowy. Tuż za zamkiem znajduje się Most Zamkowy nad rzeką Łyną.

## Ulica Natalii Żarskiej
Do roku 1945, nazwa ulicy brzmiała Am Kupfergraben (tłumaczono „Przy Miedzianych Okopach”). Ulica znajduje się na zachodzie Starego Miasta. Nadano nazwę tej ulicy w 2002 roku, która była kiedyś częścią ulicy Artyleryjskiej. Ulica jednokierunkowa łączy ulicę Kromera od skrzyżowania ulic Konopnickiej i Nowowiejskiego, pod zabytkowe wiadukty kolejowe, wzdłuż Łyny do ulicy Artyleryjskiej.
Nazwa ulicy zawdzięcza Natalii Żarskiej, nauczycielce, Honorowej Obywatelce Olsztyna, która zmarła 14 lutego 2001 w Olsztynie.

## Ulice obecnie nieistniejące

### Fischer-Gasse(ulica Rybacka)
Tłumaczenie – ulica Rybacka. Przez krótki okres po II wojnie światowej, nazwa ulicy brzmiała ulica Rybacka. Ulica znajdowała się na zachód Starego Miasta. Ulica była odnogą od ulicy Okopowej (Schanzen-Straße) w kierunku dzisiejszego Polsko-Niemieckiego Centrum Młodzieży i w stronę Parku Zamkowego. Ulicy nie nadano nazwy po 1945 roku.
Przetłumaczona nazwa nieistniejącej ulicy pochodzi od zawodu rybaka.

### Oberquerstraße(ulica Poprzeczna)
Tłumaczenie – ulica Poprzeczna. Przez krótki okres po II wojnie światowej, nazwa ulicy brzmiała właściwie ulica Poprzeczna. Ulica znajdowała się na północy Starego Miasta. Ulica dzisiaj jest częścią Targu Rybnego, ale do roku 1945, ulica była ulicą odrębną ulicą łączącą skrzyżowanie ulicy Staromiejskiej (Ober-Straße – ulica Górna) i Lelewela (Carl-Straße lub Karl-Straße – ulica Karola) z Parkiem Zamkowym. Ulicy nie nadano nazwy po 1945 roku.

### Rosen-Gasse(ulica Różana)
Tłumaczenie – ulica Różana. Ulica znajdowała się w ścisłym środku Starego Miasta. Ulica istniejąca do 1945 roku, ulica biegła na tle kamienic południowej pierzei Rynku Starego Miasta (ul. Stare Miasto) – dawnego Markt, i była równoległa do Rynku. Ulicy nie nadano nazwy po 1945 roku.
Przetłumaczona nazwa nieistniejącej ulicy pochodzi od gatunku kwiatu Róży.

### Stall-Gasse(ulica Stajenna)
Tłumaczenie – ulica Stajenna. Ulica po II wojnie światowej nosiła parę nazw, m.in. Stajenna (jak była przed rokiem 1945), Jana z Kolna oraz Spółdzielcza. Ulica znajdowała się na południu Starego Miasta. Ulica istniejąca do roku 1945, ulica biegła równolegle na zapleczu kamienic przy ulicy Prostej (Richt-Straße). Ulicy nie nadano nazwy po 1945 roku.
Przetłumaczone nazwa nieistniejącej ulicy pochodzi od stajni.